# Klątwa El Charro
Klątwa El Charro (ang. El Charro, 2005) – amerykański film fabularny, horror z podgatunku slasher.
Fabuła skupia się głównie na losach Marii, dziewczyny, która dość dotkliwie przeżywa samobójczą śmierć swojej siostry. Maria wraz z grupą przyjaciółek wybiera się do opuszczonego domu na prowincji. Wyprawa ma zamienić się jednak w koszmar za sprawą tajemniczego El Charro...

## Obsada
- Andrew Bryniarski – El Charro
- Danny Trejo – głos El Charro
- Drew Mia (w czołówce jako Andrew Mia) – Maria
- Kathryn Taylor – Tanya
- KellyDawn Malloy – Rosemary
- Lyndsay Martin – Brittany
- Heidi Androl – Christina
- Philip Boyd – James